# لويس غوميز
لويس غوميز (مواليد 20 أبريل 1972) هو لاعب كرة قدم. يلعب مع منتخب الإكوادور لكرة القدم. سبق له أن لعب في كأس العالم لكرة القدم مع منتخب بلاده.

## روابط خارجية
- لويس غوميز على موقع الاتحاد الدولي (مؤرشف)  (الإنجليزية)
- لويس غوميز على موقع قاعدة بيانات كرة القدم.إي يو (الإنجليزية)
- لويس غوميز على موقع ناشيونال فوتبول تيمز (الإنجليزية)
- لويس غوميز على موقع Soccerway.com (الإنجليزية)